# 7 Rings
7 Rings (stylizowany zapis: 7 rings) – utwór amerykańskiej piosenkarki i autorki tekstów Ariany Grande wydany 18 stycznia 2019 roku za pośrednictwem wytwórni Republic Records jako trzeci singel promujący jej nadchodzący, piąty album studyjny, Thank U, Next.
Napisane przez Grande, Victorię Monét, Kim "Kaydence" Krysiuk, Njomzę Vitię, Taylę Parks oraz producentów (Social House i Tommy'ego Browna) nagranie sampluje i interpoluje kompozycję "My Favourite Things" z musicalu Dźwięki muzyki (1959) Oscara Hammersteina i Richarda Rodgersa, a także utwory "Lipgloss" Lil' Mamy i "Gimme the Loot" The Notoriousa B.I.G..
Nagranie w Polsce uzyskało status diamentowej płyty.
Videoklip do "7 Rings", wyreżyserowany przez Hannę Lux Davis został wypuszczony tego samego dnia osiągając w mniej niż dobę 2 miliona polubień. Singel ten również pobił rekord na platformie streamingowej Spotify kumulując ponad 15 mln odsłuchań przez 24 godziny od premiery.
Teledysk do utworu otrzymał nagrodę MTV Video Music Awards 2019 w kategorii Najlepsza dyrekcja artystyczna.

## Geneza
W introdukcji oficjalnego teledysku do singla "Thank U, Next" Grande wypuszczonego pod koniec listopada 2018 roku widzowie mogli usłyszeć po raz pierwszy grający urywek nagrania w tle, który akompaniuje kwestiom celebrytów interpretujących opis Reginy George z ekranizacji Wredne dziewczyny (2004) jako jedną z inspiracji artystki do jego stworzenia. 
Grande ujawniła historię powstania utworu, opisanego też jako "hymn przyjażni" na swoim koncie w serwisie Twitter, cytując: 

Więc, to był trochę burzliwy dzień na ulicach Nowego Jorku. Moi przyjaciele zabrali mnie do Tiffany's. Mieliśmy za dużo szampana. Kupiłam nam wszystkim pierścionki. Było bardzo szalenie i śmiesznie. I po drodze wracając do studia, Njomza była jako tako: "Kobito, to musi się przeistoczyć w piosenkę." Więc napisaliśmy to tamtego popołudnia.

## Promocja
10 stycznia 2019 roku, tydzień przed wydaniem singla, piosenkarka na portalach społecznościowych ukazała jego okładkę i datę premiery.

## Kontrowersje
Po krótkim czasie od wydania na różnych stronach internetowych pojawiły się rozgłosy o utworze będącym plagiatem nagrania amerykańskiej raperki Princess Nokii, "Mine".

## Występy na żywo
Grande śpiewała ten utwór na wszystkich koncertach z trasy Sweetener World Tour, wystąpiła z nim także na festiwalach: Coachella, Lollapalooza i Manchester Pride. Wykonała ten utwór także na 62 ceremonii wręczenia nagród Grammy

## Historia wydania
| Region            | Data             | Format                               | Wersja                               | Wytwórnia        | Przypisy |
| ----------------- | ---------------- | ------------------------------------ | ------------------------------------ | ---------------- | -------- |
| Cały świat        | 18 stycznia 2019 | Digital download, media strumieniowe | Oryginał                             | Republic Records | [ 11 ]   |
| Stany Zjednoczone | 22 stycznia 2019 | Contemporary hit radio               | Oryginał                             | Republic Records | [ 12 ]   |
| Cały świat        | 1 lutego 2019    | Digital download, media strumieniowe | Remix z gościnnym udziałem 2 Chainza | Republic Records | [ 13 ]   |
| Cały świat        | 5 kwietnia 2019  | Płyta gramofonowa                    | Oryginał, wersja edytowana           | Republic Records |          |
| Cały świat        | 12 kwietnia 2019 | Kaseta magnetofonowa                 | Oryginał, wersja edytowana           | Republic Records |          |